# Belorezk
Belorezk (russisch Белоре́цк, baschkirisch Белорет/Beloret) ist eine Stadt in der Republik Baschkortostan (Russland) mit 68.806 Einwohnern (Stand 14. Oktober 2010).

## Geographie
Die Stadt liegt im Südlichen Ural, etwa 250 km südöstlich der Republikhauptstadt Ufa an der Belaja, einem linken Nebenfluss der Kama.
Belorezk ist Verwaltungszentrum des gleichnamigen Rajons.

## Geschichte
Der Ort entstand 1762 als Siedlung bei dem vom Kaufmann Iwan Twerdyschew gegründeten Eisenwerk Belorezki Sawod und erhielt 1923 unter dem heutigen Namen Stadtrecht.

### Bevölkerungsentwicklung
| Jahr | Einwohner |
| ---- | --------- |
| 1897 | 8.300     |
| 1926 | 19.900    |
| 1939 | 40.566    |
| 1959 | 59.315    |
| 1970 | 67.099    |
| 1979 | 71.246    |
| 1989 | 72.434    |
| 2002 | 71.093    |
| 2010 | 68.806    |

Anmerkung: Volkszählungsdaten (1897 und 1926 gerundet)

## Söhne und Töchter der Stadt
- Serhij Paramonow (* 1945), Degenfechter
- Natallja Baschynskaja (* 1964), Biathletin und Biathlontrainerin
- Galina Bogomolowa (* 1977), Langstreckenläuferin
- Lilija Schobuchowa (* 1977), Leichtathletin
- Maria Kossinowa (* 1984), Biathletin
- Xenija Alopina (* 1992), Skirennläuferin
- Jegor Feoktistow (* 1993), Volleyballspieler